# ليندسي هنتر (لاعبة كرة طائرة)
ليندسي هنتر (بالإنجليزية: Lindsey Hunter)‏ (30 مارس 1984 - ) هي لاعبة كرة طائرة الولايات المتحدة.

## وصلات خارجية
- ليندسي هنتر (لاعبة كرة طائرة) على موقع اللجنة الأولمبية والبارالمبية الأمريكية (الإنجليزية)